# Jogos Asiáticos de 2030

Os Jogos Asiáticos de 2030 (em árabe: 2030 دورة الألعاب الآسيوية), também chamados de XXI Asíada, será um evento multidesportivo a ser celebrado no segundo semestre de 2030. Esta será a terceira edição na história dos Jogos a ser realizada no Oriente Médio e também a terceira a ser disputada no Sudoeste Asiático (seguindo a sediada no Teerã em 1974 e a de Doha, que é uma das candidatas a 2030 e que sediou a segunda edição em 2006).

## Processo de Candidatura
Este foi calendário divulgado pelo Conselho Olímpico da Ásia (OCA) em 23 de janeiro de 2020.
- 23 de janeiro de 2020: Envio de uma circular anunciando a abertura e as etapas do processo de candidatura aos 45 membros do Conselho Olímpico da Ásia
- 22 de abril de 2020: data limite para o envio das propostas.
- 23 de abril de 2020: anúncio das propostas interessadas
- 4 de outubro de 2020: data limite para o recebimento dos livros de candidatura das cidades interessadas.[3][4]
- 16 de dezembro de 2020: Eleição da cidade-sede na 39a Assembleia Geral do Conselho Olímpico da Ásia,marcada para Mascate,no Omã.[5]

### Eleição da cidade-sede
Uma comissão composta por 10 membros da entidade, chefiados pelo chinês Wei Jizhong  irá analisar e avaliar as duas propostas finalistas. A eleição da cidade sede está marcada para o dia 16 de dezembro de 2020,durante a XXXIX Assembleia Geral da Conselho Olímpico da Ásia, que será realizada em Mascate,no Omã.
| Resultados do processo de Eleição da Cidade-Sede dos XX Jogos Asiáticos | Resultados do processo de Eleição da Cidade-Sede dos XX Jogos Asiáticos | Resultados do processo de Eleição da Cidade-Sede dos XX Jogos Asiáticos |
| Cidade                                                                  | Comitê Olímpico Nacional (CON)                                          | Votos                                                                   |
| ----------------------------------------------------------------------- | ----------------------------------------------------------------------- | ----------------------------------------------------------------------- |
| Doha                                                                    | Qatar                                                                   |                                                                         |
| Riad                                                                    | Saudi Arabia                                                            |                                                                         |

### Cidades candidatas
| Em 30 de setembro,o governo do Catar anunciou que tinha intenções de sediar novamente os Jogos Asiáticos em um curto espaço de tempo. A primeira vez que o país sediou o evento foi a tumultuada edição de 2006. Em 23 de abril de 2020, o OCA confirmou que havia recebido junto da carta de recomendação expedida pelo governo qatari,a documentação necessária para a inscrição da cidade no processo. |              |                                          |  |
| Riad | Saudi Arabia | Comitê Olímpico da Árabia Saudita (SAOC) |  |
| Em 23 de abril de 2020, o OCA confirmou que havia recebido junto da carta de recomendação expedida pelo governo saudita,junto da documentação necessária para a inscrição da cidade no processo. |              |                                          |  |

### Anteriormente interessadas no processo
As seguintes cidades chegaram a apresentar interesse ao evento, mas não chegaram a avançar com o envio a documentação necessária para finalizar as suas intenções.

#### Ásia Central
- Tashkent e Samarcanda, Uzbequistão

Durante uma visita ao país realizada em fevereiro de 2019,o presidente do OCA,o xeique Ahmed Al-Fahad Al-Ahmed Al-Sabah chegou a se reunir com partes interessadas das duas cidades que inclusive chegaram a apresentar uma proposta conjunta.

#### Extremo Oriente
- Taipei, Taipé Chinesa

O prefeito de Taipei, Ko Wen-je anunciou que a cidade tinha intenções reais de apresentar um projeto.
- Daejeon, Sejong, Chungcheong do Norte e Chungcheong do Sul, República da Coreia

Em fevereiro de 2019,os governadores das quatro províncias vizinhas a Região Metropolitana de Seul,lideradas pela capital administrativa do país (Daejon) anunciaram a criação de uma aliança para atrair um grande evento desportivo com vistas em acelerar o desenvolvimento econômico da região.

#### Sul da Ásia
- Índia

Em 2 de junho de 2018,a Associação Olímpica da Índia (IOA) confirmou que tinha intenções em se candidatar para sediar a Sessão do Comitê Olímpico Internacional de 2021,os Jogos Olímpicos de Verão da Juventude de 2026,os Jogos Asiáticos de 2030 e os Jogos Olímpicos de Verão de 2032. Todavia,em 24 de abril de 2020,o presidente da IOA, Narendra Batra anunciou que o país estava retirando todas as candidaturas para eventos futuros devido as consequências da pandemia de COVID-19 ,e com isso,a entrega de garantias governamentais correria risco.

#### Sudeste Asiático
- Filipinas

O Comitê Olímpico das Filipinas (POC} confirmou que tinha intenções de apresentar uma candidatura para os Jogos Asiáticos de 2030,durante o período prévio aos Jogos do Sudeste Asiático de 2019,a proposta envolvia a descentralização dos eventos,envolvendo locais espalhados por três áreas: As Zona Francas de Clark e de Subic, além da Região Metropolitana de Manila.O principal pilar desta candidatura seria o de acelerar o desenvolvimento das duas zonas francas. Com o sucesso deste evento,o vice-presidente do Conselho Olimpico da Ásia,recomendou ao país uma eventual candidatura aos Jogos Asiáticos.